# 小俣和一郎
小俣 和一郎（おまた わいちろう、1950年 - ）は、日本の科学史家・精神病理学者。

## 来歴
東京都生まれ。駒場東邦高等学校をへて岩手医科大学医学部卒、名古屋市立大学医学部大学院修了、1980年に医学博士号所得。ミュンヘン大学精神科に留学。
上野メンタル・クリニック院長。東京保険医協会理事。ドイツ精神神経医学会正会員。ナチスと精神医学の結びつきについての著作がある。

## 著書
- 『ナチスもう一つの大罪 「安楽死」とドイツ精神医学』人文書院 1995年 ISBN 4409510371。
- 『精神医学とナチズム: 裁かれるユング、ハイデガー』1997年（講談社現代新書）ISBN 9784414429213。
- 『精神病院の起源』太田出版 1998年 ISBN 4872334094。
- 『精神病院の起源 近代篇』太田出版 2000年 ISBN 4872335341。
- 『近代精神医学の成立 「鎖解放」からナチズムへ』人文書院 2002年 ISBN 4409340271。
- 『ドイツ精神病理学の戦後史 強制収容所体験と戦後補償』現代書館 2002年 ISBN 4768468195。
- 『検証人体実験-731部隊・ナチ医学 第三文明社 2003年 ISBN 9784476032550。
- 『精神医学の歴史』第三文明社 (レグルス文庫）2005年 ISBN 4476012523。
- 『異常とは何か』(講談社現代新書)、2010年 ISBN 9784062880497。
- 『精神医学史人名辞典』論創社 2013年 ISBN 978-4-8460-1243-4。
- 『精神医学の近現代史 : 歴史の潮流を読み解く』誠信書房 2020年 ISBN 9784414429206。

### 翻訳
- ギッタ・セレニー『人間の暗闇 ナチ絶滅収容所長との対話』岩波書店 2005年
- ヴィルヘルム・グリージンガー『精神病の病理と治療』市野川容孝共訳 東京大学出版会 2008年
- ヨッヘン・フォン・ラング編『アイヒマン調書 イスラエル警察尋問録音記録』岩波書店 2009年

## 論文
- CiNii Research 検索 - 小俣和一郎